# 高田由美
高田由美（日语：／ Takada Yumi，1961年9月21日—），日本東京都出生的女性声優。81 Produce所屬。
主要角色有《蜡笔小新》的吉永老師、《天地無用》的阿重霞、《金魚注意報》的藤宮千歳、《幽幻道士》系列的恬恬等。
2009年10月後《蠟筆小新》的吉永老師與《天地無用》的阿重霞都由同樣隸屬81 Produce的七緒春日接任。她的配音事業就此停業。

## 个人介绍
- 星座：处女座
- 兴趣：读书、看电影

## 主要作品

### 電視動畫
1982年
- 世界名作劇場系列
  - 南方彩虹的露西（1982年 托比·波普爾(第二代)）
  - 愛少女波麗安娜物語（1986年 蘇西·史密斯）
  - 愛的小婦人物語（1987年 貝蒂·巴格萊）

1983年
- 小超人帕門（美女獸醫、接待人員）

1984年
- 哆啦A夢 (大山羨代版)

1985年
- 福星小子（冬之妖精）

1987年
- 超能力魔美（富美）

1988年
- 城市獵人（艾莉莎、山岡椿、優希）
- 麵包超人（巨型小僧〈初代〉、颱風小子〈第2代〉、白雲的小吞〈第2代〉、黃色青椒〈初代〉、小蛋糕〈第2代〉、橡皮擦老師〈第2代〉 等）

1989年
- 亂馬½（小翠）
- 黑色推銷員（少女 等）
- 新森林大帝（米娜）

1991年
- 美味大挑戰（新娘B、森澤良子）
- 金魚注意報（藤宮千歲）

1992年
- 妙廚老爹（梅田由美）
- 蠟筆小新（1992年－2009年 吉永老師）

1994年
- 叮噹貓（空中小姐、鴨子的小孩）

1995年
- 天地無用系列（阿重霞）
- 小紅豆（小圓）
- 外星毛查查（龍媽媽、真奈美的母親）

1996年
- 魔法少女砂沙美（露美御）
- 酷妹當家（琪琪的媽媽）

1998年
- 守護女神月天（慶幸日天汝昂）

1999年
- 下級生（牧原）
- 火魅子傳（星華）
- 布布恰恰（凱薩琳·蘭德）

2000年
- 幽浮寶貝（夢小路小春）
- 金田一少年事件簿（辻口令衣子）
- 蒙面猫侠（佩佩子）
- 神奇寶貝（雲雀）

2001年
- 魔力女管家（2001年－2009年 式條沙織）動畫全二季+特別篇

2002年
- 拜託了老師（風見初穗）
- 魔法咪路咪路（2002年－2005年 甜夢夢）動畫全四季
- 神奇寶貝超世代（薇薇安）

2003年
- 摩登大法師（伊萊薩）

2004年
- 这丑陋又美丽的世界（珍妮弗·波特曼（Jennifer Batman））
- 哈姆太郎（馬爾濟斯）

2006年
- 名偵探柯南（2006年－2009年 葉坂皆代、銀林惠奈）

2008年
- 地獄少女 三鼎（市村君枝）

### OVA
1988年
- 吸血姬美夕（亞紀子）

1994年
- 宅男的星座（楊）

1999年
- 麵包超人 幼稚園真好玩（折紙人）

### 電影
- 幽幻道士系列（恬恬）